# 老厂镇 (个旧市)
老厂镇，是中华人民共和国云南省红河哈尼族彝族自治州个旧市下辖的一个乡镇级行政单位。

## 行政区划
老厂镇下辖以下地区：
老厂社区、羊坝底村、木登硐村、对门山村和云锡老厂分矿工矿区社区。